# Haplodrassus pugnans
Haplodrassus pugnans är en spindelart som först beskrevs av Simon 1880.  Haplodrassus pugnans ingår i släktet Haplodrassus och familjen plattbuksspindlar. Inga underarter finns listade i Catalogue of Life.